# New York City Marathon 1992
De New York City Marathon 1992 werd gelopen op zondag 1 november 1992. Het was de 23e editie van deze marathon.
De Zuid-Afrikaan Willie Mtolo was de snelste bij de mannen; hij zegevierde in 2:09.29. De Australische Lisa Ondieki won bij de vrouwen in 2:24.40.
In totaal finishten 27.797 marathonlopers de wedstrijd, waarvan 22.536 mannen en 5.441 vrouwen.

## Uitslagen

### Mannen
| rang   | naam            | land | tijd    |
| ------ | --------------- | ---- | ------- |
| Goud   | Willie Mtolo    | RSA  | 2:09.29 |
| Zilver | Andrés Espinosa | MEX  | 2:10.53 |
| Brons  | Wan-Ki Kim      | KOR  | 2:10.54 |
| 4      | Osmiro da Silva | BRA  | 2:12.50 |
| 5      | Antoni Niemczak | POL  | 2:13.00 |
| 6      | Walter Durbano  | ITA  | 2:13.24 |
| 7      | Luca Barzaghi   | ITA  | 2:13.24 |
| 8      | Driss Dacha     | MAR  | 2:13.35 |
| 9      | David Lewis     | ENG  | 2:13.49 |
| 10     | Stephen Brace   | WAL  | 2:14.10 |
| 11     | Ed Eyestone     | USA  | 2:14.19 |

### Vrouwen
| rang   | naam             | land | tijd    |
| ------ | ---------------- | ---- | ------- |
| Goud   | Lisa Ondieki     | AUS  | 2:24.40 |
| Zilver | Olga Markova     | RUS  | 2:26.38 |
| Brons  | Yoshiko Yamamoto | JPN  | 2:29.58 |
| 4      | Kamila Gradus    | POL  | 2:30.09 |
| 5      | Bettina Sabatini | ITA  | 2:31.30 |
| 6      | Suzana Ciric     | YUG  | 2:33.58 |
| 7      | Sally Eastall    | ENG  | 2:34.05 |
| 8      | Irina Bogacheva  | KGZ  | 2:34.31 |
| 9      | Kerstin Pressler | GER  | 2:34.32 |
| 10     | Maria Rebelo     | FRA  | 2:36.40 |
| 11     | Alevtina Naumova | RUS  | 2:37.19 |

1970 ·
1971 ·
1972 ·
1973 ·
1974 ·
1975 ·
1976 ·
1977 ·
1978 ·
1979 ·
1980 ·
1981 ·
1982 ·
1983 ·
1984 ·
1985 ·
1986 ·
1987 ·
1988 ·
1989 ·
1990 ·
1991 ·
1992 ·
1993 ·
1994 ·
1995 ·
1996 ·
1997 ·
1998 ·
1999 ·
2000 ·
2001 ·
2002 ·
2003 ·
2004 ·
2005 ·
2006 ·
2007 ·
2008 ·
2009 ·
2010 ·
2011 ·
2012 · 
2013 ·
2014 ·
2015 ·
2016 ·
2017 ·
2018 ·
2019 ·
2020 · 
2021 ·
2022 ·
2023 ·
2024